# Jeffrey Lee
Jeffrey Lee, né en 1971, est un garde du parc national de Kakadu, en Australie. Il est à l'origine de l'intégration du territoire de Koongarra à ce parc, soustrayant le site aux convoitises du groupe minier Areva.

## Éléments biographiques
Jeffrey Lee est né le 9 mai 1971 dans l’état du territoire du Nord, en Australie.  Il est membre du clan aborigène Djok, apparenté aux Gundjeihmi, du groupe linguistique Gunwinggu (ou Kunwinjku).
Vers 2010, il est l'aîné du clan Djok et, à ce titre, propriétaire traditionnel du territoire de Koongarra.
Le 26 janvier 2012, il est fait membre de l'ordre d'Australie.

## Koongarra
Lors de la création du parc national de Kakadu en 1979, le tracé exclut une enclave, le territoire de Koongarra, où un gisement d'uranium a été découvert. Koongarra est proche de la mine d'uranium Ranger, exploitée par la société Energy Resources of Australia. Cette mine se trouve sur le territoire du clan Mirrar. Koongarra est également proche du site touristique de Nourlangie_Rock (en).

## Action de Jeffrey Lee pour sauvegarder Koongarra
Jeffrey Lee s'est opposé à ce que le territoire de Koongarra soit concédé à Areva à des fins d'exploitation minières de l'uranium du sous-sol,. En l'intégrant au parc de Kakadu en 2011, l'Unesco a classé le territoire de Koongarra au patrimoine mondial. Le gisement d'uranium de Koongarra est situé à seulement trois kilomètres de Nourlangie Rock, un des hauts lieux touristiques de Kakadu.
Jeffrey Lee dit avoir fait l'objet de « pressions énormes ». Il a déclaré ne pas être intéressé par l'argent : « I'm not interested in money. I've got a job. I can buy tucker; I can go fishing and hunting. That's all that matters to me » .
L'ancien premier ministre australien Bob Hawke indique que la société Areva avait proposé 5 millions de dollars australiens à Jeffrey Lee pour qu'il change d'avis
Lorsque Jeffrey Lee a demandé que Koongarra soit intégré dans le parc national, il a reçu le soutien du  ministre Peter Garrett .